# Вајхе'е-Вајеху
Вајхе'е-Вајеху (енгл. Waihee-Waiehu) насељено је место за статистичке потребе у америчкој савезној држави Хаваји. По попису становништва из 2010. у њему је живело 8.841 становника.

## Демографија
Према попису становништва из 2010. у граду је живело 8.841 становника, што је 1.531 (20,9%) становника више него 2000. године.
| Група             | 2000.         | 2010.         |
| Белци             | 870 (11,9%)   | 950 (10,7%)   |
| Афроамериканци    | 21 (0,3%)     | 19 (0,2%)     |
| Азијати           | 3.329 (45,5%) | 3.388 (38,3%) |
| Хиспаноамериканци | 570 (7,8%)    | 867 (9,8%)    |
| Укупно            | 7.310         | 8.841         |